# Яворє-при-Благовиці
Яворє-при-Благовиці (словен. Javorje pri Blagovici) — поселення в общині Луковиця, Осреднєсловенський регіон, Словенія. 
Висота над рівнем моря: 570,5 м.